# Kinosternon sonoriense
Espèce
Synonymes
- Kinosternon henrici LeConte, 1860

Statut de conservation UICN

 NT  : Quasi menacé
Kinosternon sonoriense est une espèce de tortues de la famille des Kinosternidae.

## Répartition
Cette espèce se rencontre :
- au Mexique dans les États du Chihuahua et du Sonora ;
- aux États-Unis dans les États d'Arizona et du Nouveau-Mexique.

Elle a disparu de l'État de Californie aux États-Unis.

## Liste des sous-espèces
Selon TFTSG (21 juin 2011) :
- Kinosternon sonoriense longifemorale Iverson, 1981
- Kinosternon sonoriense sonoriense LeConte, 1854

## Description

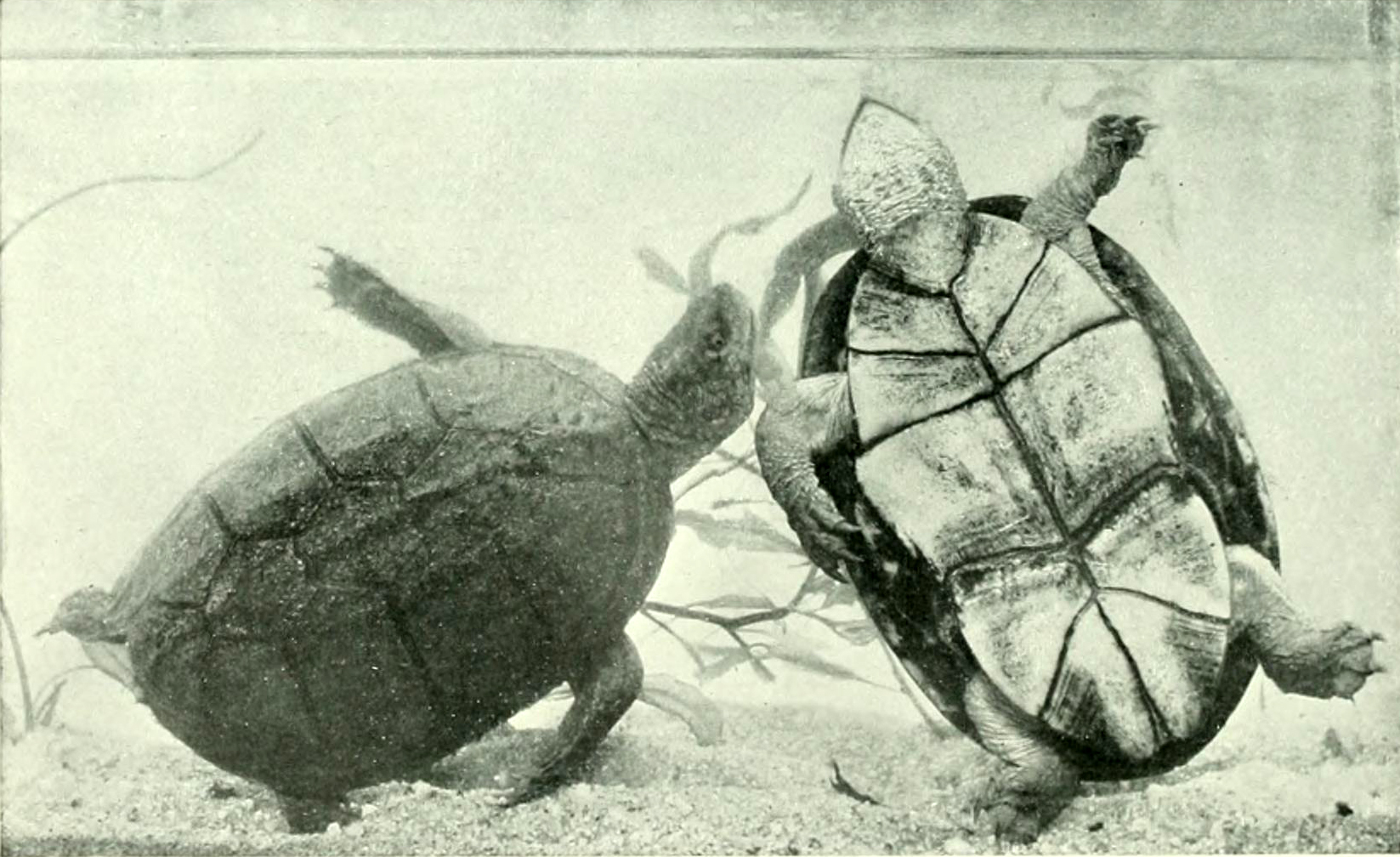

Cette tortue atteint de 8 à 16 cm. Les mâles sont plus petits, avec un plastron concave et une queue plus longue que les femelles. Elle a une carapace brune, avec le dessous brun clair à jaune. La peau est brun-vert avec des lignes irrégulières plus claires, et les pattes sont larges, griffues.

Elles sont diurnes mais peuvent être actives la nuit, surtout en été, pour se protéger de la chaleur. Elles n'hibernent pas mais réduisent leur activité durant l'hiver.
Elles vivent principalement dans l'eau, et sont généralement sédentaires, mais peuvent parfois migrer sur de grandes distances pour rejoindre d'autres points d'eau.
Elles se nourrissent de nombreux animaux aquatiques ou de bord d'eau, et consomment aussi à l'occasion des plantes.
Ce sont des reptiles ovipares, les femelles pondant de 1 à 11 œufs de mai à septembre, et peuvent effectuer jusqu'à 4 pontes par an. Les œufs incubent durant près d'un an. Les femelles atteignent leur maturité sexuelle en 6 mois, les mâles en 2 à 6 ans.

## Publications originales
- Iverson, 1981 : Biosystematics of the Kinosternon hirtipes species group (Testudines: Kinosternidae). Tulane Studies in Zoology and Botany, vol. 23, no 1, p. 1–74 (texte intégral).
- LeConte, 1854 : Description of four new species of Kinosternum. Proceedings of the Academy of Natural Sciences of Philadelphia, vol. 7, p. 180–190 (texte intégral).